# Frida Åkerström
Frida Åkerström (* 29. November 1990) ist eine schwedische Leichtathletin, die sich auf das Kugelstoßen spezialisiert hat.

## Karriere
Am 29. August 2013 startete sie in Borås beim Kugelstoß-Wettbewerb der schwedischen Leichtathletik-Weltmeisterschaften und sicherte sich dort mit einer Weite von 15,92 Metern den schwedischen Meistertitel im Kugelstoßen. Ein Jahr später konnte sie in Umeå ihren Titel nicht verteidigen und musste sich mit einer Weite von 16,12 Metern mit den zweiten Platz zufriedengeben. Trotzdem qualifizierte sie sich für die Europameisterschaften 2014 in Zürich. Dort schied sie in der Qualifikation mit einer Weite von 14,98 Metern aus dem Wettbewerb aus.
Am 28. Februar 2015 startete sie in New York City bei den The American Indoor Championships und sicherte sich dort mit 16,00 Metern nicht nur eine neue persönliche Bestleistung in der Halle, sondern auch den Sieg beim Kugelstoß-Wettbewerb. Nachdem sie 2015 nicht an den schwedischen Meisterschaften teilgenommen hatte, startete sie am 28. August 2016 beim Kugelstoß-Wettbewerb der schwedischen Meisterschaften. Mit 15,31 Metern sicherte sie sich den Vizemeistertitel. Trotzdem verpasste sie sowohl die Olympischen Sommerspiele als auch die Europameisterschaften. Am 25. Februar 2017 startete sie bei den schwedischen Hallenmeisterschaften im Kugelstoßen und belegte dort mit einer Weite von 15,37 Metern den zweiten Platz.
Im Jahr 2018 konnte Frida Åkerström ihre Bestleistung mehrere Male steigern. Mit einer Bestleistung von 16,81 Metern, die sie am 18. Juli 2018 in Växjö aufstellte, qualifizierte sie sich für die Leichtathletik-Europameisterschaften 2018 in Berlin. In der Kugelstoß-Qualifikation verpasste sie mit einer Weite von 16,20 Metern das Finale. Am 24. August 2018 startete sie in Eskilstuna bei den schwedischen Meisterschaften im Kugelstoßen und belegte mit einer Weite von 16,31 Metern den zweiten Platz. Bei ihrem vorletzten Wettkampf der Saison steigerte sie am 1. September 2018 ihre persönliche Bestleistung auf 17,11 Meter. 2019 schied sie bei den Halleneuropameisterschaften in Glasgow mit 16,52 m in der Qualifikation aus, wie auch bei den Leichtathletik-Halleneuropameisterschaften 2021 in Toruń mit 16,86 m.

## Persönliche Bestleistungen
- Freiluft: 17,36 m, 5. September 2020 in Tampere
  - Halle: 17,27 m, 6. Februar 2021 in Sätra